# ヘレン・ダーラム
ヘレン・アン・ダーラム（Helen Anne Durham AO、1968年 - ）は、国際人道法を専門とする国際弁護士であり、国際赤十字委員会(ICRC)の国際法・政策局長を務める。オーストラリア赤十字社では、国際法、戦略、計画、研究の理事を務め 、ICRCトップとしてシドニーのオフィスで活躍する。
国際人道法と国際刑事法の博士号を取得しており、メルボルン法科大学院の上席研究員である 。2015年5月のTEDxSydneyの参加者の一人で、最悪の紛争下でも基本的な人間価値が優先されると説いた 。 2017年、ダーラムは人道刑法の国際関係、武力紛争時の女性の保護、法学教育の分野で国際関係に特化したサービスの功績によりオーストラリア勲章オフィサーを受章した。2017年、オーストラリアのための特別サービスの国際関係、人道的および刑事の法律は、女性の保護時における武力紛争、法的に教育のための役員に就任。
シンガーソングライターのグレッグ・アーノルドと結婚し、2人の子供がいる。夫のバンド"Things of Stone And Wood"の曲"Happy Birthday Helen"に感銘を受けたという。

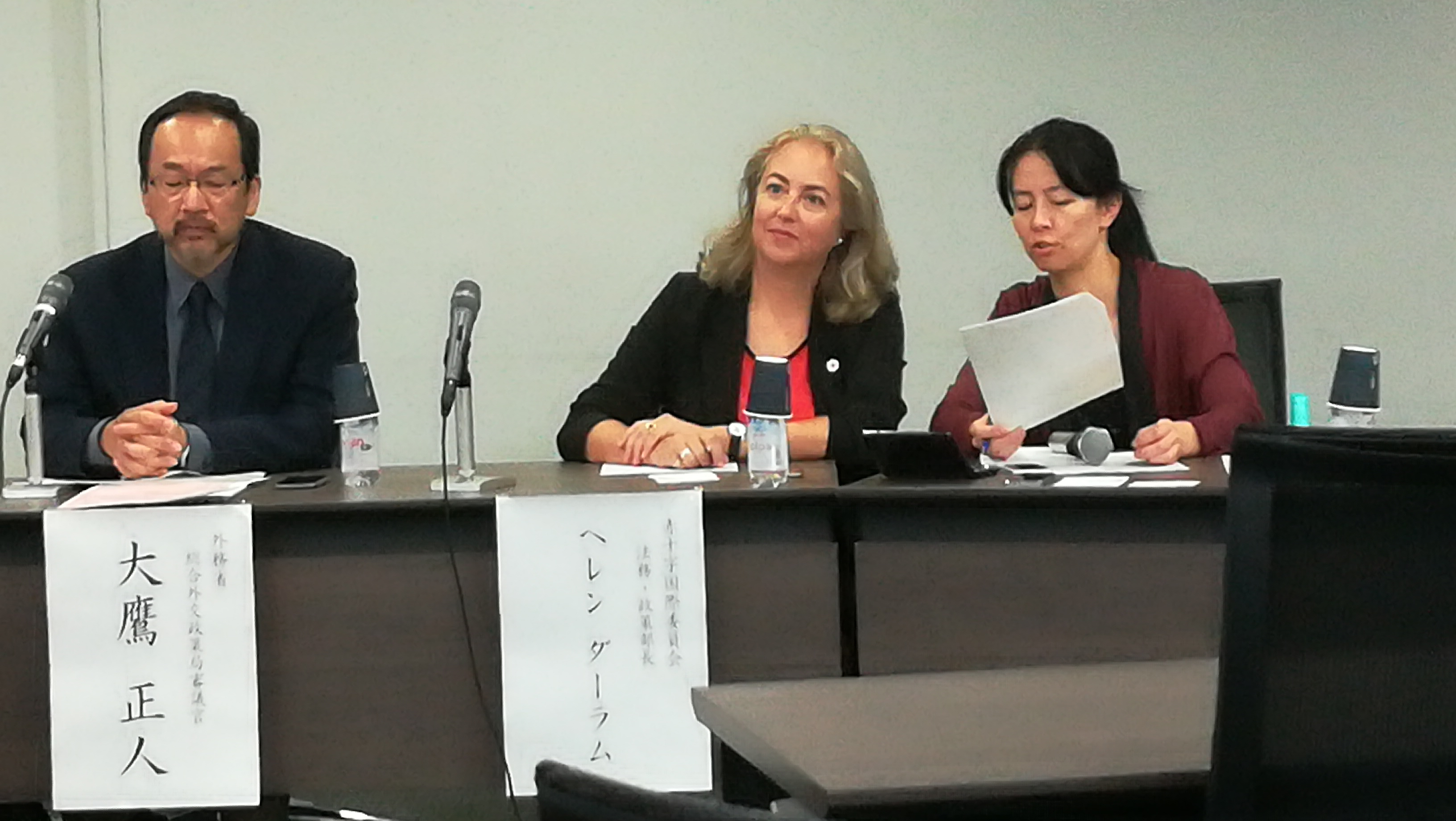
来日し講演をするヘレン・ダーラム 赤十字国際委員会（ICRC)国際法務・政策局長 2018年8月21日 日本弁護士連合会にて